# Whitecaps
"Whitecaps" je 52. epizoda HBO-ove televizijske serije Obitelj Soprano. To je 13. i posljednja epizoda u četvrtoj sezoni serije. Napisali su je David Chase, Robin Green i Mitchell Burgess, režirao John Patterson, a originalno je emitirana 8. prosinca 2002.

## Radnja
Tony prima poziv od Patsyja Parisija, koji gleda kako Adriana odvodi Christophera s rehabilitacije; sve nadgledaju i agenti FBI-a Harris i Grasso. 
Adriana se sastaje s agenticom Sanseverino s kojom razgovara o Chrisovu povratku. Adriana otkriva kako Christopher više ne želi djecu jer se nakon smrti njezina psa ne osjeća sposobnim za roditeljstvo. Adriana kaže Sanseverino da ona i Christopher namjeravaju potražiti pomoć od Ralpha Cifaretta kad se ponovno pojavi. Kaže i kako ju je Vito Spatafore zvao dok je Chris bio na rehabilitaciji.
Carmela je bolesna pa ona i Tony posjećuju dr. Cusamana. Cusamano uvjerava Carmelu da nema lupus, ali vjerojatno da mononukleouzu; provjerava i da li su neke značajne promjene u njezinu životu utjecale na njezino zdravlje. Ona ne spominje depresiju u koju je zapala nakon Furiova odlaska. Tony odvodi Carmelu da vidi Whitecaps, kuću koju namjerava kupiti za obitelj na jerseyjskoj obali. Carmelin otac, Hugh, i agentica za nekretnine, Virginia Lupo, sastaju se s njima ondje. Carmela se brine kako neće moći priuštiti zemljište zbog situacije s projektom Esplanade, ali Tony objašnjava kako želi nešto što će zbližiti obitelj. Virginia objašnjava kvaku: kuća je prodana drugom paru, ali je najvjerojatnije da će prodaja propasti.
Carmela u krevetu ohrabri Tonyja da kupi Whitecaps kao investiciju. Tony kaže kako bi ona trebala znati kako učiniti nešto više sa zemljištem jer je pohađala satove upravljanja nekretninama. Tony i Chris posjećuju Whitecaps, a Tony se sastaje s vlasnikom, Alanom Sapinslyjem, odvjetnikom. Nakon što Tony ponudi gotovinu, Sapinsly naziva dr. Kima, trenutačnog kupca, i otkaže njihov dogovor obećavši mu puni povratak uloženog i zaprijetivši sudskim sporom ako se Kim useli. Tony smjesta prenese novosti obitelji, a svi dolaze kako bi vidjeli posjed. Tony kaže svojoj djeci kako će naslijediti imanje kad on umre. Tony i Carmela odlaze na plažu i zagrle se, a Carmela mu kaže: "Tony Soprano, pun si iznenađenja."
Kako je građevinski projekt Esplanade obustavljen, Johnny Sack se brine zbog novca te se posvađa sa suprugom Ginny. Chris odvozi Tonyja na sastanak s Johnnyjem, a usput razgovaraju o Chrisovu oporavku od ovisnosti o heroinu. Na sastanku se govori o akciji protiv Carminea Lupertazzija. Tony kaže kako se neće miješati, ali se to ispostavlja kao pregovaračka tehnika: nakon što mu Johnny obeća kako će odustati od potraživanja profita od prijevare Ureda za građenje i urbani razvoj i dâ mu umjerenu ponudu za buduće poslove, Tony se pristaje uključiti. Na povratku Tony razgovara o poslu s nećakom, a čini se kako je njihovo povjerenje vraćeno. Tony upita Chrisa da se pobrine za posao. Chris kaže kako pozna neke povjerljive crnce koji bi to mogli iznijeti. Tony kaže Chrisu da bude siguran da su povjerljivi, pogledavši ga, čime mu daje do znanja da ubije ubojice. Chris isplaćuje predujam Credenzu Curtissu i Stanleyju Johnsonu -— dvojici dilera heroina koje poznaje iz svojih ovisničkih dana -— i daje im upute za planirano Carmineovo ubojstvo koje treba izgledati kao pljačka auta.
Tony prima poziv od Johnnyja koji mu kaže kako je se Carmine odlučio nagoditi. Tony i Chris odlaze na sastanak u park u Queensu, gdje Carmine izrazi suosjećanje zbog Tonyjevih bračnih problema. Dogovaraju se za 15% za Carminea, a Johnny biva izostavljen.
Tony obavještava Chrisa da otkaže likvidaciju i da se pobrine da ubojice ne progovore. Chris se sastaje s Credenzom i Johnsonom s ostatkom isplate i odlazi. Benny Fazio i Petey upucaju dvojicu ubojica u autu dok Chris gleda iz daljine. Tony odlazi na sastanak s Johnnyjem i kaže mu kako je atentat na Carminea otkazan. Tony smatra kako bi ubojstvo privuklo previše pozornosti, uključujući FBI; osim toga, više nema smisla ubijati Carminea kad je nesporazum razriješen. Johnny se razbjesni i prigovori Tonyju kako se neće vratiti raditi za Carminea i njegova sina, kojeg mrzi. Johnny daje oduška svojim pravim osjećajima o svojem šefu uključujući prijeteće uvrede; Tony kaže kako ne bi trebao to slušati. Johnny ga upita zašto bi mu vjerovao kad se povukao iz njihova dogovora. Tony ponovi kako ne bi trebao to slušati. Rastaju se nakon zagrljaja.
Na Juniorovu suđenju, porota ne uspijeva donijeti presudu. Čini se kako porotnici bijesno gledaju na jednog čovjeka: Dannyja Scalercia, porotnika kojeg je Eugene Pontecorvo zastrašio. Dok im sudac daje upute kako će donijeti odluku unatoč očiglednom zastoju, Junior se zagleda u Scalercia. Suđenje se kasnije ipak poništava jer porota ne uspijeva donijeti presudu.
Tonyjeva bivša ljubavnica, Irina, potpuno alkoholizirana naziva kuću Sopranovih, rekavši Carmeli kako je se ševila s njezinim mužem; Carmela poklopi, smetena zbog želučanih tegoba. Irina opet nazove i kaže Carmeli kako je Tony voli te otkriva njegovu avanturu sa Svetlanom. Carmela kaže Irini da će je pronaći i ubiti ako opet nazove. Dok Tony kasnije dolazi na svoj prilaz slušajući i fućkajući uz melodiju pjesme "Layla" sastava Derek and the Dominos, slučajno pregazi svoju golf opremu. Izlazi iz auta i ugleda Carmelu kako baca njegove stvari kroz prozor, ali i na njega kad je ušao u kuću. Carmela kaže Tonyju da ju je godinama sramotio svojom nevjerom te da je bijesna jer je sve došlo do njihova kućnog praga. Bijesna je i jer je Irina prvo razgovarala s A.J.-em. Porječkaju se, a Carmela mu kaže da napusti kuću. Tony optuži Carmelu da je uzela novac iz njegova skrovišta, što ona porekne i okrene priču spomenuvši nokat koji je pronašla; Tony pokuša demantirati poveznicu, ali zastane kad shvati da je pripadao drugoj ljubavnici.
Tony odlazi do Irinine kuće, ali ondje je samo Svetlana. Svetlana otkriva Tonyju da su Irina i Zellman prekinuli nakon što ga je Tony pretukao pred njom. Kaže mu i kako je Branka bila ta koja je rekla Irini za njihovu aferu. Tony joj kaže za rastavu i kako će to pogoditi djecu. Svetlana mu kaže da je on snažan muškarac. Tony odlazi u Whitecaps, a ujutro ga probudi Sapinsly lupajući na prozor: čini se kako suosjeća s Tonyjevim problemom, ali ga zamoli da ne odsjeda u kući jer bi bio odgovoran ako bi se Tonyju ondje nešto dogodilo. Savjetuje Tonyju da se sastane sa svim mjesnim odvjetnicima za razvode jer tako nijedan od njih ne bi mogao uzeti Carmelu za klijenta. Nakon što se odjenuo, Tony posjećuje dom Sapinslyjevih i kaže im kako se povlači iz prodaje. Alanova supruga Trish shvaća, ali Alan inzistira da se drže potpisanog ugovora. Nakon Tonyjeva odlaska, Trish ukori Alana što se upušta u svađu s "mafijašem".
Sapinsly kasnije nazove Tonyja kako bi mu rekao da će mu dopustiti da se izvuče iz dogovora, ali da će zadržati 200.000 dolara depozita. Tony kaže da će se, ako je to slučaj, useliti i Sapinslyjima život učiniti groznim. Benny i Little Paulie uzimaju zvučnike iz Tonyjeve kuće i odnose ih na Tonyjev brod te puštaju koncert Deana Martina u Las Vegasu na najglasnije, ometajući večeru Sapinslyjevih. Isto se ponavlja nekoliko dana kasnije kad par sjedi u ležaljkama okrenuti prema luci. Sapinlyjeva žena nagovara muža da se dogovori. Alan želi pozvati policiju, ali ona ističe kako će stišati glazbu kad se policijski brod približi. On zatim namjerava pozvati Obalnu stražu. Gotovo mahnita, ona mu kaže kako bi Tony mogao plaćati kaznu od 200 dolara do kraja života. Kaže mu da jednostavno zaboravi.
U domu Sopranovih, Meadow s majkom razgovara o rastavi. Doima se izvan sebe i spominje Furia. Carmela porekne da je prevarila Tonyja, a Meadow izleti nakon što upita majku kako je toliko godina mogla "jesti Tonyjeva govna". Tony večera u Nuovo Vesuviu gdje mu Artie ponudi utjehu, ali Tony odvraća kritiziranjem hrane.
Tony se vraća kući, a Carmela se šokira vidjevši ga. Dvaput ga pokuša ga zaustaviti da uzme hranu iz hladnjaka i zatraži od njega da ode. Tony postaje nasilan i odbija otići. Carmela zaprijeti odvjetnikom i zabranom pristupa. Tony je izazove i preda joj telefon kojeg ona odbije rukom. Pokuša izaći iz kuhinje, ali je Tony zaustavlja, nagnuvši je preko šanka. Carmela mu kaže kako ne želi da više spava u njezinu krevetu, da je sama pomisao na to tjera na povraćanje i da ga više ne voli -- na Tonyjevu licu nestaje traga emocijama. Pušta je i otvara hladnjak. Carmela otrči na kat u suzama. A.J. kasnije pomaže Tonyju raščistiti kućno kino da može ondje odsjesti. Tony kaže sinu kako će sada obraćati više pozornosti na njega. Ne uspijeva zaspati.
Tony leži u bazenu, a Carmela mu kaže da makne stolice koje je stavio na travnjak. Tony misli kako je to samo izlika da ga izazove i da se ponovno posvađaju. Carmela mu kaže kako do svega toga ne bi došlo da je pokazivao više naklonosti u kući. Carmela podsjeća Tonyja rekavši mu kako je išao u pakao kad je prvi put otišao pod MRI zbog svojih nesvjestica. Pođe za njim unutra i ispriča mu se, rekavši mu da je bio njezin čovjek te da je bio drag prema njoj. Tony je upita što je očekivala od njihova braka jer je znala sve o njemu kad su se upoznali, uključujući činjenicu da su on i njegova obitelj bili gangsteri, te da mnogi gangsteri uzdržavaju svoje ljubavnice. Optuži je i za materijalizam. Carmela naziva Tonyja odvratnim i otkriva svoje osjećaje prema Furiu, rekavši Tonyju da su njezini najsretniji trenuci u nekoliko mjeseci bila jutra s Furiom: nakon što bi Tony sišao, osjećala se kao osoba sa smrtonosnom bolešću koja je na trenutak zaboravila na nju. Tony se razbjesni i umalo ne udari Carmelu, ali se obuzda i udari šakom u zid pokraj njezine glave, napravivši rupu. Ona se okreće dok Tony nastavlja udarati. Kaže joj "jadna ti" kao što je njemu govorila majka. Kaže joj kako je tražio žene s drugim kvalitetama, ali ga ona podsjeća kako je jedva poznavao ijednu ženu s kojom je spavao i izađe, nazvavši ga "jebenim licemjerom". Tony kasnije, gotovo u suzama, nazove dr. Melfi ali spusti prije nego što se javila. Vjerojatno znajući tko je to bio, ona pokuša uzvratiti poziv, ali joj snimka kaže kako je broj blokiran za tu uslugu.
A.J. odlazi ocu i upita ga može li se useliti k njemu jer se ne slaže s majkom. Tony shvaća kako njegova prisutnost u kući šteti djeci. Priopćava obitelji kako je odlučio iseliti se. A.J. se uzruja i upita je li tome razlog to što je upitao može li se useliti kod njega. Meadow teško prima vijesti i predloži da roditelji opet krenu kod bračnog savjetnika. Odlazi na kat i u tom se trenutku prisjeti kako je nekoliko godina prije prigovorila kako u kući nema što za jesti nakon što je otišla do hladnjaka te počne plakati, shvativši kako je roditelje uzimala zdravo za gotovo. Tony se sprema za odlazak, a Carmela mu kaže da bude oprezan. A.J. na pragu s majkom gleda dok otac odlazi.

## Glavni glumci
- James Gandolfini kao Tony Soprano
- Lorraine Bracco kao dr. Jennifer Melfi
- Edie Falco kao Carmela Soprano
- Michael Imperioli kao Christopher Moltisanti
- Dominic Chianese kao Corrado Soprano, Jr.
- Steven Van Zandt kao Silvio Dante
- Tony Sirico kao Paulie Gualtieri
- Robert Iler kao A.J. Soprano
- Jamie-Lynn Sigler kao Meadow Soprano
- Aida Turturro kao Janice Soprano
- Drea de Matteo kao Adriana La Cerva
- Steve Schirripa kao Bobby Baccalieri
- Vince Curatola kao Johnny Sack
- John Ventimiglia kao Artie Bucco

### Gostujući glumci
| - Ray Abruzzo kao Little Carmine Lupertazzi - Tom Aldredge kao Hugh DeAngelis - Bruce Altman kao Alan Sapinsly - Sharon Angela kao Rosalie Aprile - Fran Anthony kao Dot - Randy N. Barbee kao sudac Whitney R. Runions - Anna Berger kao Cookie Cirillo - Denise Borino kao Ginny 'Sack' Sacramoni - Diana Brownstone kao prijateljica - Steve Buscemi kao Tony Blundetto - Carl Capotorto kao Little Paulie Germani - Max Casella kao Benny Fazio - Dan Castleman kao tužitelj - Curtiss Cook kao Credenso Curtis - Cynthia Darlow kao Virginia Lupo - Tony Darrow kao Larry Boy Barese - Matthew Del Negro kao Brian Cammarata - Frances Ensemplare kao Nucci Gualtieri - Robert Funaro kao Eugene Pontecorvo - Joseph R. Gannascoli kao Vito Spatafore - Humberto Gettys kao šerif - Jerry Grayson kao Marty Schwartz | - Dan Grimaldi kao Patsy Parisi - Rosemarie Hue kao tužiteljica - Kevin Interdonato kao Dogsy - Will Janowitz kao Finn DeTrolio - Alla Kliouka Schaffer kao Svetlana Kiriljenko - Oksana Lada kao Irina Peltsin - Liz Larsen kao Trish Reingold-Sapinsly - Tony Lip kao Carmine Lupertazzi - Emanuel Loarca kao dostavljač - Robert LuPone kao dr. Bruce Cusamano - Bruce MacVittie kao Danny Scalercio - Jeffrey M. Marchetti kao Petey - Evan Neumann kao Colin McDermott - Frank Pando kao agent Frank Grasso - Richard Portnow kao odvjetnik Hal Melvoin - Joe Pucillo kao Beppy Scerbo - Julie Ross kao sudska službenica - Matt Servitto kao agent Dwight Harris - George Spaventa kao V.I. Trifunovitch - Universal kao Stanley Johnson - Karen Young kao agentica Robyn Sanseverino - Richard Zhuravenko kao ravnateljev sin |

## Umrli
- Credenzo Curtis i Stanley Johnson: ustrijeljeni od strane Bennyja Fazia i Peteyja u Meadowlandsu kako bi se osigurala šutnja o otkazanoj likvidaciji Carminea.

## Naslovna referenca
- Whitecaps je naziv imanja koje Tony planira kupiti za svoju obitelj.
- Whitecaps je engleski izraz za nadolazeće poteškoće na pučini.

## Nagrade
- James Gandolfini za svoju je izvedbu u ovoj epizodi osvojio svoj treći Emmy za najboljeg glavnog glumca u dramskoj seriji.
- Edie Falco za svoju je izvedbu u ovoj epizodi osvojila svoj treći Emmy za najbolju glavnu glumicu u dramskoj seriji. Osvojila je i Zlatni globus i nagradu Ceha američkih filmskih i televizijskih glumaca za najbolju glumicu u dramskoj seriji.
- John Patterson za svoj je rad na ovoj epizodi osvojio nagradu Ceha američkih redatelja za najbolju režiju dramske serije.
- David Chase, Robin Green i Mitchell Burgess za rad na ovoj epizodi osvojili su Emmy za najbolji scenarij dramske serije.

## Glazba
- Tijekom odjavne špice svira "I Love Paris (Vegas)" Deana Martina, a slijedi je instrumentalni broj "I Have Dreamed" iz mjuzikla Rodgersa & Hammersteina Kralj i ja u izvedbi Fantastic Stringsa.
- "Layla" sastava Derek and the Dominos svira dok se Tony vozi prema kući dok Carmela izbacuje njegove stvari kroz prozor.

## Vanjske poveznice
- Whitecaps u internetskoj bazi filmova IMDb-a